# Сан Салваторе (Римини)
Сан Салваторе је насеље у Италији у округу Римини, региону Емилија-Ромања.
Према процени из 2011. у насељу је живело 23 становника. Насеље се налази на надморској висини од 37 м.